# Església dels Dolors (la Bisbal d'Empordà)
L'Església dels Dolors és una obra del municipi de la Bisbal d'Empordà protegida com a bé cultural d'interès local.

## Descripció
Edifici d'una nau de cinc trams, amb capçalera quadrada i voltes de canó amb llunetes sobre pilars i arcs torals. A la capçalera hi ha el cambril, amb les figures de la Passió de Crist. L'accés a l'església es fa directament des de la façana principal, als peus, o bé per una porta lateral que comunica amb el col·legi al qual es troba integrada en l'actualitat. A la façana, els elements més remarcables són la reixa de ferro forjat que tanca el pati d'accés i la portada barroca. La resta és d'estil neoromànic i correspon a una restauració.

## Història
L'església parroquial dels Dolors és un edifici del segle xviii (1750), que actualment forma part del Col·legi Cor de Maria, bastit al segle xix.